# 툴라주
툴라주(러시아어: Ту́льская о́бласть 툴스카야 오블라스티[*])는 러시아의 연방주체 (주)이다. 지리적으로는 유럽 러시아에 위치하고 행정적으로는 중앙 연방관구의 일부로, 면적은 25,700 제곱킬로미터 (9,900 mi2)이다. 인구는 1,553,925 (2010년 인구 조사).이다. 툴라는 가장 큰 도시이자 주의 행정중심이다.
툴라주는 북쪽으로 모스크바주, 동쪽으로 랴잔, 남동쪽으로 리페츠크, 남서쪽으로 오룔, 서쪽으로 칼루가와 접한다. 툴라주는 러시아에서 가장 발전되고 도시화된 영토 중 하나다, 그리고 대부분의 영토는 인구 100만 명이 넘는 도시지역인 툴라-노보모스코프스크 응집을 형성한다.

## 지리

### 시간대
모스크바 시간 (MSK/MSD)에 놓여 있다. UTC와의 시차는 +03:00 (MSK)/+04:00 (MSD)이다.

## 행정 구역

### 군
- 알렉신스키군
- 아르센옙스키군
- 벨렙스키군
- 보고로디츠키군
- 체른스키군
- 두벤스키군
- 카멘스키군
- 키몹스키군
- 키레옙스키군
- 쿠르킨스키군
- 레닌스키군
- 노보모스콥스키군
- 오도옙스키군
- 플랍스키군
- 셰킨스키군
- 수보롭스키군
- 테플로오가렙스키군
- 우즐롭스키군
- 베넵스키군
- 볼롭스키군
- 야스노고르스키군
- 예프레몹스키군
- 자옥스키군

## 인구
2005년 툴라주 인구는 162만 1.900명이다. 1인당 인구 밀도는 2005년에는 63,1명/km2이었다.
대부분의 주민이 러시아인이다.
| 민족           | 2002년도의 인구 수 (*보관됨 2012-01-26 - 웨이백 머신) |
| -------------- | ----------------------------------------------------- |
| 러시아인       | 1595,6                                                |
| 우크라이나인   | 22,3                                                  |
| 타타르인       | 9,0                                                   |
| 아르메니아인   | 6,5                                                   |
| 벨라루스인     | 6,0                                                   |
| 독일인         | 4,7                                                   |
| 아제르바이잔인 | 4,5                                                   |
| 집시           | 3,8                                                   |
| 조지아인       | 1,9                                                   |
| 몰도바인       | 1,7                                                   |
| 유대인         | 1,3                                                   |
| 모르드바인     | 1,2                                                   |
| 추바시인       | 1,1                                                   |

| 연도                | 인구      | ±%     |
| ------------------- | --------- | ------ |
| 1897                | 1,419,456 | —      |
| 1926                | 1,505,263 | +6.0%  |
| 1959                | 1,920,308 | +27.6% |
| 1970                | 1,952,467 | +1.7%  |
| 1979                | 1,906,176 | −2.4%  |
| 1989                | 1,867,013 | −2.1%  |
| 2002                | 1,675,758 | −10.2% |
| 2010                | 1,553,925 | −7.3%  |
| 2021                | 1,501,214 | −3.4%  |
| Source: Census data |           |        |

- 출생: 9,568 (6.7 per 1,000)
- 사망: 24,860 (17.4 per 1,000)

## 출신 인물
- 톨스토이: 야스나야 폴랴나 출신

## 같이 보기
- 툴라현